# Политический кризис в Абхазии (2020)
Политический кризис в Абхазии возник в результате несогласия оппозиции с результатами выборов президента, прошедших в августе-сентябре 2019 года, и перерос в массовые акции протеста в январе 2020 года, приведя к отставке президента Республики Абхазия Рауля Хаджимбы и назначению новых президентских выборов на 22 марта 2020 года.

## Предпосылки
«Хочу сказать вам огромное спасибо, что вы в очередной раз показали всему миру, что абхазский народ терпеливый, что он не идёт на поводу у эмоций, а идёт постепенно и пошагово. Не пролив ни капли крови, он добился того, что его услышали. Рауль Джумкович, у нас к вам нет никаких обид — единственное, что вы нас не слышали и не видели, а являлись 15 лет тем человеком, из-за которого мы разделялись. Я надеюсь, мы вылечимся от этого всего, потому что Абхазия едина. Наш народ — стержень в этой ручке, но есть и другие народы, которые дополняют его. Стержнем тоже можно писать, но почерк корявый, а цельной ручкой мы напишем красивую историю!»
8 сентября 2019 года Рауль Хаджимба, по официальным данным Центризбиркома республики, был избран на очередных выборах президентом Абхазии на второй 5-летний срок. Во втором туре выборов он набрал 47,39 %, а его соперник, лидер партии «Амцахара» Алхас Квициния получил 46,17 % голосов. Поскольку Хаджимба не набрал более половины голосов, как того требует конституционный Закон о выборах президента, оппозиция не признала итоги выборов, — несмотря на то, что накануне голосования Хаджимба и Квициния по инициативе оппозиционера подписали противоречащее закону, но упрощавшее определение победителя  соглашение, что победителем будет объявлен тот, кто наберёт простое большинство голосов. 
«Бикфордовым шнуром» кризиса стало участие охранника Хаджимбы Дато Ахалая в групповом нападении 22 ноября 2019 года, произошедшем в ресторане «Сан-Ремо» на набережной Сухума, в результате которого были застрелены криминальные авторитеты Астамур Шамба (Астик Гудаутский) и Алхас Авидзба (Хасик), от шальной пули погибла 22-летняя официантка Доминика Акиртава, а ещё два человека получили ранения. Это резонансное кровопролитие с жертвами повлекло отставки в силовых структурах республики. Свои должности потеряли, в частности, министр внутренних дел Абхазии Гарри Аршба и генеральный прокурор Зураб Ачба. Ситуация в Сухуме резко обострилась после того, как в Абхазию прибыл двоюродный брат застреленного Хасика, уроженец республики, харизматичный полевой командир ДНР, оппозиционно настроенный Ахра Авидзба по прозвищу «Донецкий Ленин», вокруг которого сплотились около тысячи протестующих активистов.

## Хронология
Осенью 2019 года, после поражения во втором туре президентских выборов, оппозиция отмела подписанное ранее Хаджимбой и Квицинией соглашение и стала по закону оспаривать итоги в Верховном суде Абхазии. Мотивировалось тем, что не учтены голоса «против всех» (более 6,4 %), хотя они фактически повлияли на исход выборов. По мнению оппозиции, оба кандидата получили больше голосов «против», чем «за», а значит, оба они не избраны, и нужно проводить новые выборы. Верховный суд сначала отказал кандидату Квицинии в иске, но затем, в январе 2020 года, после того как в республике начались массовые волнения и было захвачено здание администрации главы государства, направил дело на новое рассмотрение. Для нового разбирательства 10 января был сформирован другой состав судей кассационной коллегии. Определением Верховного суда Абхазии в тот же день итоги выборов отменены, они признаны несостоявшимися, назначены повторные выборы; определение суда вступило в законную силу с момента провозглашения, вследствие чего Хаджимба потерял статус президента. 
Идеологами и организаторами массовых протестов против президента Рауля Хаджимбы в Сухуме 8-12 января 2020 года были Ахра Авидзба и лидер политической оппозиции, депутат Народного собрания Республики Абхазия, отставной генерал-майор госбезопасности Аслан Бжания. 9 января по инициативе депутата Бжании Народное собрание—парламент Абхазии предложило Хаджимбе уйти в отставку. После того, как 10 января Верховный суд Абхазии отменил результаты выборов, прошедших 8 сентября 2019 года, и признал их несостоявшимися, 12 января Бжания при посредничестве заместителя секретаря Совета Безопасности РФ Рашида Нургалиева нанёс визит Хаджимбе, укрывавшемуся от протестующих на госдаче в Сухуме, и потребовал от него уйти в отставку. После раздумий и консультаций с соратниками и родственниками Хаджимба выполнил ультиматум протестующих и в тот же день объявил о своей отставке «в целях стабилизации обстановки». Новые президентские выборы, в которых планировал участвовать Бжания, состоялись более чем через 2 месяца после кризиса. После победы  Бжании пост премьер-министра занял его сторонник, наиболее опытный абхазский политик, третий президент республики, 67-летний Александр Анкваб. Благодаря сдержанности противоборствующих сторон огонь на поражение не открывался и жертв в дни кризиса не было.
Новые президентские выборы состоялись 22 марта 2020 года, победу на них уже в первом туре одержал Аслан Бжания.